# 晴隆県
晴隆県（せいりゅう-けん）は中華人民共和国貴州省の黔西南プイ族ミャオ族自治州の管轄下にある県。県人民政府は蓮城街道。

## 行政区画
- 街道：蓮城街道、東観街道、三宝街道、騰竜街道
- 鎮：沙子鎮、碧痕鎮、大廠鎮、鶏場鎮、花貢鎮、中営鎮、光照鎮、茶馬鎮
- 郷：長流郷、紫馬郷、安谷郷

## 交通

### 道路
- 高速道路
  - 滬昆高速道路
  - S65 晴興高速道路
- 国道
  - G320国道